# Rhinocricus suprenans
Rhinocricus suprenans är en mångfotingart som beskrevs av Chamberlin 1918. Rhinocricus suprenans ingår i släktet Rhinocricus och familjen Rhinocricidae. Inga underarter finns listade i Catalogue of Life.